# 오무라 노리오
오무라 노리오(일본어: 小村 徳男, 1969년 9월 6일 ~ )는 일본의 은퇴한 축구 선수이다.

## 구단 경력
1992년 J1리그의 요코하마 마리노스(요코하마 F. 마리노스)에 입단했다. 1995년에 J1리그 우승을 차지했다. 2001년까지 248경기에 출전하여, 22득점을 넣었다. 2002년 베갈타 센다이로 이적했다. 2004년 산프레체 히로시마로 이적했다. 2006년 8월 J2리그의 요코하마 FC로 이적했다. 2006년 J2리그 우승으로 J1리그로 승격했다. 그후 가이나레 돗토리에서 활동했다. 2008년후 현역 은퇴.

## 국가대표팀 경력
그는 1995년 기린컵에 참가할 일본 국가대표팀에 발탁되었으며, 5월 21일 스코틀랜드와의 경기에서 데뷔했다. 1996년 AFC 아시안컵, 1998년 FIFA 월드컵에도 출전했다. 그는 1998년까지 국제 A매치 통산 30경기에 출전, 4득점을 넣었다.

## 통계
| 일본 | 일본 | 일본 |
| 연도 | 출전 | 득점 |
| ---- | ---- | ---- |
| 1995 | 4    | 0    |
| 1996 | 12   | 2    |
| 1997 | 10   | 2    |
| 1998 | 4    | 0    |
| 통산 | 30   | 4    |